# Urban Extreme: Street Rage
 (mai 2013).
Si vous disposez d'ouvrages ou d'articles de référence ou si vous connaissez des sites web de qualité traitant du thème abordé ici, merci de compléter l'article en donnant les références utiles à sa vérifiabilité et en les liant à la section « Notes et références ».
Urban Extreme: Street Rage est un jeu vidéo de course sorti au 3e trimestre 2008 sur Wii. Il a été développé par Data Design Interactive et édité par Metro 3D.

## Contrôles
Le jeu se joue avec la wiimote tenue horizontalement, comme une manette de jeu classique. On accélère avec le bouton 2 et on freine ou recule avec le bouton 1. On contrôle la direction en inclinant la wiimote à gauche ou à droite, comme on pourrait tourner un volant de kart. On peut activer la nitro (si on en a récolté), en déplaçant la wiimote vers l'avant.

## Critiques
Le jeu a été sévèrement critiqué à sa sortie à cause de sa maniabilité trop lourde et de ses hitbox trop souvent buggées.